# الجيب (قرية)

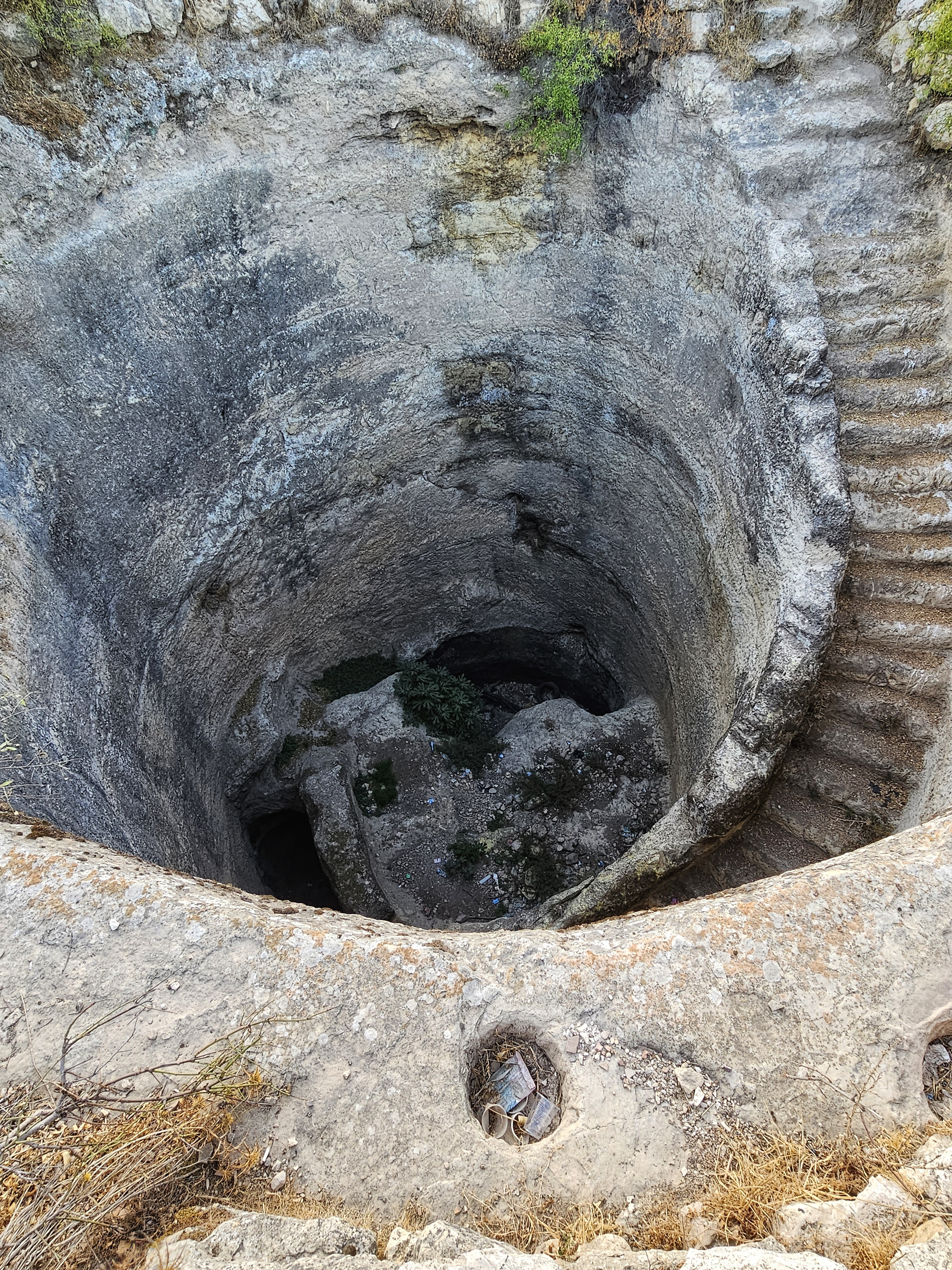
الجورة في قرية الجيب.

الجيب هي قرية فلسطينية تقع إلى الشمال الغربي من مدينة القدس، وتبعد عنها 10كم، وترتفع عن سطح البحر حوالي 710م، وتقوم القرية على موقع مدينة (جبعون) وتعني تل، وهي مدينة الرئيسية لقبيلة الحويين الكنعانية.
أقامت سلطات الاحتلال على أراضيها مستوطنة «جفعات زئيف» في عام 1977 بعد مصادرة 2246 دونمًا. كما صادرت أراض أخرى لبناء الجدار العازل وكذلك لتوسيع مستوطنة جفعون.

## سبب التسمية
سميت القرية نسبة للملكة الكنعانية جبعون وتعني التل.

## الموقع والمساحة
تقع القرية على طريقين من الطرق التاريخيّة التي ربطت ما بين يافا والقدس، الأول طريق بيت عور: (اللد - جمزو - بيت عور - الجيب - بيت حنينا)، والثاني طريق وادي سليمان جنوبي طريق بيت عور: (بيت حنينا - الجيب - وادي أبو زعرور - بدّو - الطيرة - بيت لقيا)، وعليه اشتعلت على أراضي الجيب جبهاتٌ قتاليّة ما بين المستعمرين القادمين وعيونهم على احتلال القدس وما بين المقاتلين أهالي البلاد الذين بذلوا أنفسَهم في الدفاع عنها. تبلغ مساحتها 8205 دونمًا. ويحيط بها قرى النبي صموئيل، بيت إجزا، بير نبالا، بدو، والجديرة.

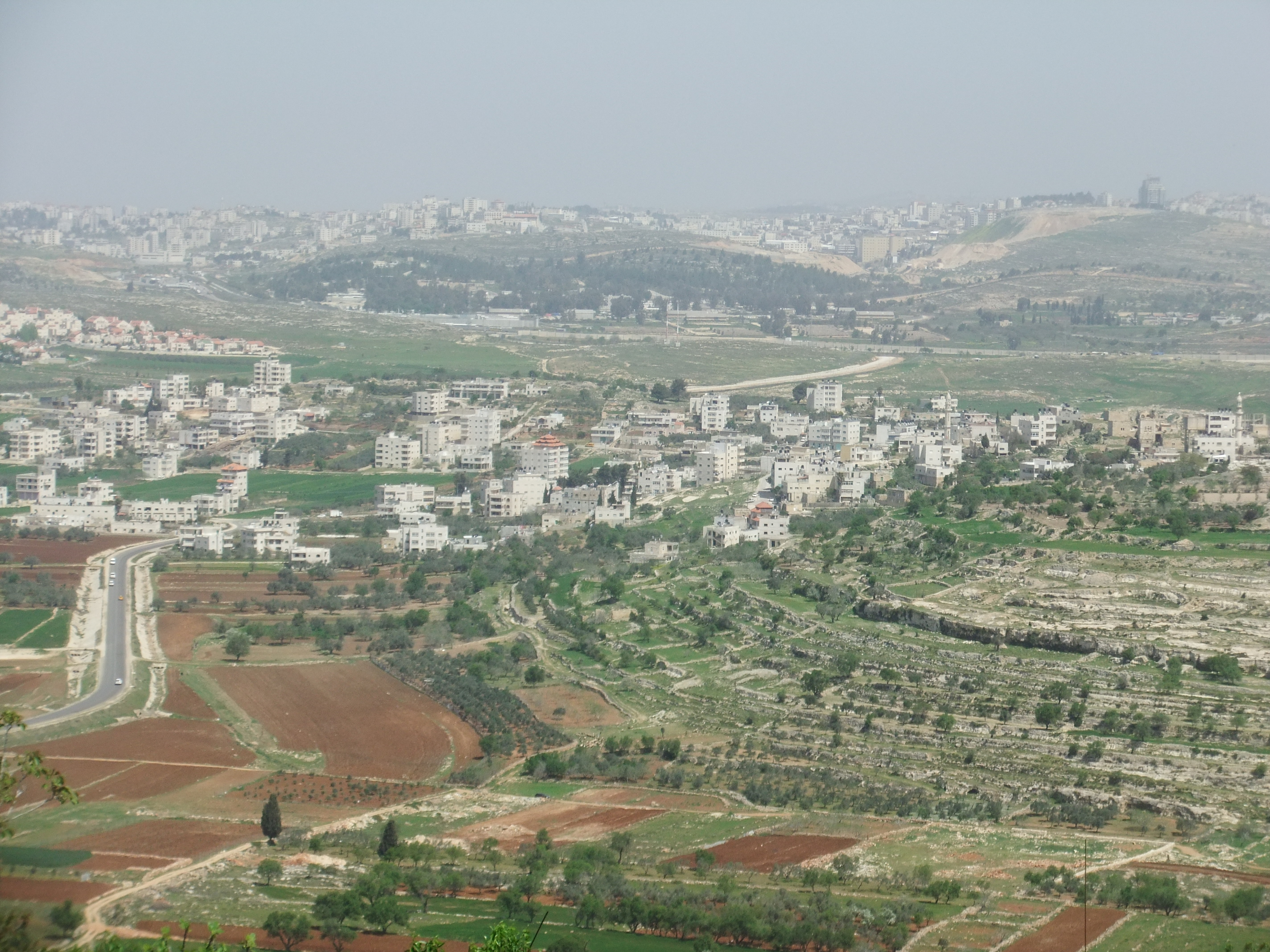
قرية الجيب

## السكان
بلغ عدد سكان الجيب عام 1922 حوالي 465 نسمة، وفي عام 1945 بلغ عدد السكان 830 نسمة، وارتفع في عام 1967 إلى 1173 نسمة، في عام 1987 2111 نسمة، وفي عام 2007 بلغ عدد السكان 3805 نسمة.

## التعليم
يوجد في القرية أربع مدارس:
- مدرسة الجيب الثانوية للبنين / أدبي.

- مدرسة فاطمة الزهراء الثانوية / علمي و أدبي للبنات.

- مدرسة ابن خلدون الأساسية للبنين.

- مدرسة الجيب الأساسية المختلطة ( حالياً للبنات ).

## التاريخ

### العصر القديم
تم اكتشاف الفخار والعملات المعدنية من العصر الهلنستي المتأخر والعصر الحشموني والتي يرجع تاريخها إلى عهد أنطيوخس الثالث ويوحنا هيركانوس في الموقع.

### العصر الوسيط
في عام 1172، بعد سقوط القدس توقف صلاح الدين في الجيب، قبل أن يواصل طريقه إلى بيت نوبا. وصف ياقوت القرية في عام 1225 بأنها تضم حصنين يقفان بالقرب من بعضهما البعض.

### العصر العثماني
بحلول خمسينيات القرن السادس عشر، أصبحت العائدات الزراعية في الجيب تابعة لسلطة السلطان المملوكي إينال ( حكم من عام 1453 إلى 1461) في مصر . إلا أن ثلاث قبائل من البدو الحطيم كانت تابعة للقرية. كانت الضرائب التي دفعوها بالإضافة إلى الرسوم المخصصة عادة للجيش مخصصة في خمسينيات القرن السادس عشر لمؤسسة وقف إمارة حسيكي سلطان في القدس. وفي سجلات الضرائب لعام 1596 ظهر اسم الجيب على انها تابعة للقدس . كان عدد السكان 103 أسرة، وهو عدد كبير بما يكفي لتقسيمه إلى أربعة أرباع. كان سكان القرية يدفعون معدل ضريبة ثابت قدره 33.3٪ على المنتجات الزراعية، بما في ذلك القمح والشعير وأشجار الزيتون وأشجار الفاكهة وشراب العنب أو الدبس، بالإضافة إلى الإيرادات العرضية والماعز وخلايا النحل بإجمالي 16060 أكجة.
في عام 1838 وصفها إدوارد روبنسون بأنها قرية متوسطة الحجم، حيث كانت منازلها قائمة بشكل غير منتظم وغير متساوٍ. وأشار أيضًا إلى أنه "لا يزال هناك مبنى ضخم ضخم قائم، ربما كان قلعة أو برجًا للحصون. أما الغرف السفلية فهي مقببة بأقواس دائرية من الحجارة المنحوتة، مُركبة بدقة متناهية. أما الحجارة الخارجية فهي كبيرة، والمظهر العام يُشير إلى العصور القديمة." كما عُرفت بأنها قرية إسلامية ، تابعة لمنطقة للقدس.
في عام 1863قال فيكتور جورين أن قرية الجيب كان بها 500 نسمة، بينما وجدت قائمة قرية عثمانية من حوالي عام 1870 أن عدد سكان القرية كان 219 نسمة، في إجمالي 65 منزلاً، على الرغم من أن تعداد السكان هذا شمل الرجال فقط. 
في عام 1883، وصف مسح غرب فلسطين (SWP) الذي أجرته مؤسسة أبحاث فلسطين ( PEF ) القرية بأنها "تقع على طرف تل، يرتفع 300 قدم فوق الوادي. جنوبها سهل ضيق، وشرقها وادٍ مفتوح، بينما شمالها وغربها سهل منبسط. وهكذا، يكون التل معزولًا، وموقعًا ذا قوة كبيرة بطبيعة الحال. تغطي المنازل الجزء الشمالي منه. القرية متوسطة الحجم، منازلها حجرية، وبرجها المركزي، وأساساتها ضخمة بين المباني الحديثة. شرقها، في مستوى أدنى من القرية، وأسفل قمة التل بقليل، يقع نبع ينبع من كهف. أسفله بقايا خزان كبير. توجد ينابيع عديدة جنوبها وغربها، وكهوف في الجانب الجنوبي من التل. تُزرع أشجار الزيتون والتين والإجاص والتفاح والكروم حول القرية وفي السهل؛ كما توجد حقول ذرة شاسعة في الأراضي المنخفضة."
في عام 1896 قُدِّر عدد سكان الجيب بنحو 567 شخصًا.

### عصر الإنتداب البريطاني
في تعداد عام 1922 الذي أجرته سلطات الانتداب البريطاني، بلغ عدد سكان قرية الجيب 465 نسمة. وارتفع في تعداد عام 1931 إلى 643 نسمة، في 153 منزلًا.
في أوائل ثلاثينيات القرن العشرين، لاحظت كروفت، جريس ماري كيف كانت نساء الجب وكفر اللباد يصنعن الفخار بدون عجلة، والذي يشبه إلى حد كبير الفخار المصنوع في القرنين الثامن والسابع قبل الميلاد.
في إحصاءات عام 1945 ، بلغ عدد سكان الجيب 830 مسلمًا، وبلغ إجمالي مساحة أراضيها 8205 دونمًا. تم تخصيص 1,132 دونمًا للمزارع والأراضي القابلة للري، و4,754 دونمًا للحبوب، بينما تم تخصيص 57 دونمًا للمناطق المبنية.

### العصر الأردني
بعد النكبة الفلسطينية عام 1948، وبعد اتفاقيات الهدنة عام 1949، أصبحت الجيب تحت الحكم الأردني.

### ما بعد 1967
منذ حرب الأيام الستة عام 1967، أصبحت قرية الجيب تحت الاحتلال الإسرائيلي، تم تصنيف 7.5% من إجمالي مساحة القرية كمنطقة ب، وأصبحت النسبة المتبقية 92.5% منطقة ج وهي تحت السيطرة الإسرائيلية الكاملة.